# Фейл
Фейл (від англ. fail — «невдача») — жаргонне чи сленгове слово, розповсюджене в Інтернеті у форумах, блогах, чатах, що означає негативну оцінку результату дій особи чи групи осіб (щодо сказаної фрази, створеного малюнку, відеоролику, пісні, сайту тощо).
Також інколи вживають епікфейл (епофейл) (від «епічна невдача») або фулфейл (від «тупа, повна невдача») для підсилення емоційності вжитого жаргонізму.